# MECOM
MECOM（MDS1 and EVI1 complex locus）はヒトでは3番染色体に位置する遺伝子であり、EVI1（ecotropic viral integration site 1）、MDS1/EVI1（myelodysplasia syndrome 1/—）を含む複数のタンパク質がコードされている。この遺伝子はAKXD-23マウス骨髄腫瘍にみられる一般的なレトロウイルス組み込み部位として同定された。EVI1はこれまでに他の多くの生物でも同定されており、胚発生において比較的保存された役割を担っているようである。EVI1は多くのシグナル伝達経路に関与している核内転写因子であり、細胞周期関連遺伝子の発現や活性化に寄与している。

## 構造

### 遺伝子
MECOM遺伝子はヒトゲノム中では3番染色体（3q26.2）に位置している。遺伝子の長さは約60 kbで16個のエクソンからなり、そのうち10個がタンパク質をコードしている。開始コドンはエクソン3に位置している。

### タンパク質
EVI1は主に核内に存在し、遊離状態またはDNA結合状態のいずれかの形で存在する。EVI1を発現している細胞では多数のEVI1融合タンパク質産物が検出されるが、1051アミノ酸からなる145 kDaのアイソフォームが最もよく研究されている。
EVIは7個のジンクフィンガーモチーフによって特徴づけられる2つのドメイン、プロリンリッチな転写抑制ドメイン、さらに3つのジンクフィンガーモチーフ、酸性のC末端領域からなる。

### mRNA
MECOM遺伝子に由来する転写産物には多数のバリエーションが存在し、さまざまなアイソフォームやキメラタンパク質がコードされている。最も一般的なものをいくつか示す。
- EVI_1a、EVI_1b、EVI_1c、EVI_1d、EVI_3Lはそれぞれ5' UTRのみが異なるバリアントであり、EVI_1aを除いてヒト細胞特異的バリアントである。
- −Rp9バリアントはヒト細胞とマウス細胞の双方で極めて一般的にみられ、転写抑制ドメインの9アミノ酸を欠いている。
- Δ324はヒト細胞とマウス細胞の双方で低レベルで存在している。選択的スプライシングバリアントであり、ジンクフィンガー6と7を欠く88 kDaのタンパク質がコードされている[6]。
- Δ105はマウスに固有であり、C末端の105アミノ酸が切り詰められている。
- MDS1/EVI1ではより上流の転写開始部位が利用されており、N末端が188アミノ酸分長い。
- 染色体転座によって生じたAML1/MDS1/EVI1、ETV6/MDS1/EVI1などの融合転写産物も同定されている。

## 生物学的役割
MECOMはヒト、マウス、ラットの間で保存されたがん原遺伝子であり、ヒトとマウスではヌクレオチド配列の91%、アミノ酸配列の94%が相同である。EVI1は核に局在する転写因子であり、保存されたGACAAGATA配列に特異的に結合する。コリプレッサーとコアクチベーターの双方と相互作用する可能性がある。

### 胚発生
胚発生や発生過程におけるEVI1の役割については完全に理解されているわけではないが、マウスではEVI1の欠乏は胎生致死となることが示されており、広範囲の細胞数低下と心血管系や神経系の形成不全または異常によって主に特徴づけられる。EVI1はマウス胚で高度に発現しており、泌尿器、肺、心臓にも存在するが、大部分の成体組織ではわずかに検出されるのみであることから、組織の発生に関与している可能性が高い。成人ではEVI1やMDS1/EVI1は腎臓、肺、膵臓、脳、卵巣に発現している。

### 細胞周期と分化
ヒトやマウスの細胞株を用いたin vitroでの実験では、EVI1は骨髄系前駆細胞から顆粒球や赤血球への終末分化を阻害する一方で、巨核球への分化を促進することが示されている。また、染色体転座t(3;21)(q26;q22)によって形成されるAML1/MDS1/EVI1キメラは細胞周期をアップレギュレーションしてマウス造血幹細胞の顆粒球への分化を遮断するとともに、骨髄系前駆細胞の骨髄分化を遅らせることがin vitroで示されている。

## がんとの関連
MECOM遺伝子は1988年の発見以降、がん原遺伝子としての記載がなされている。EVI1の過剰発現または異常な発現は急性骨髄性白血病（AML）、骨髄異形成症候群（MDS）、慢性骨髄性白血病（CML）と関連しており、また近年では予後不良の予測因子となることが示されている。これらの疾患の細胞におけるEVI1の機能は、N末端のDNA結合ドメインに位置するセリン196番のリン酸化によって調節されている可能性がある。これらの疾患は全て骨髄における異常な細胞発生や分化が関与しており、血液細胞集団に劇的な変化が生じている。EVI1は卵巣がんや結腸がんといった固形腫瘍にも関与していることが明らかにされているが、詳細な特性解析はなされていない。EVI1は腫瘍細胞株の生存因子として作用することで、治療薬によって誘発される腫瘍細胞のアポトーシスを防ぎ、治療抵抗性を高めていると推測されている。

### 腫瘍抑制シグナルとアポトーシスの予防における役割

#### TGF-βと細胞周期の進行
EVI1はTGF-βの下流のシグナル伝達経路に関与していることが示されている。BMPやアクチビンなどTGF-βファミリーの他のリガンドとともに、TGF-βは増殖、分化、アポトーシス、細胞外マトリックスの産生など、重要な細胞機能の調節に関与している。こうした生物学的役割は細胞発生だけでなく、発がんの理解のためにも重要である。
TGF-βシグナルはサイクリン依存性キナーゼ阻害因子であるp15Ink4bまたはp21Cip1の転写を誘導し、細胞周期そして細胞増殖の停止をもたらす。この阻害作用は細胞分化またはアポトーシスをもたらす場合があるため、どんな形にせよTGF-βに抵抗する因子はヒトの白血病誘発に寄与するものとなると考えられている。TGF-βの下流のエフェクターはSmad（R-Smad）である。TGF-βの受容体への結合に応答してSMAD2やSMAD3はリン酸化され、核内に移行してDNAや他の転写因子と結合する。Smadのプロモーターへの安定的な結合は保存されたMH1ドメインを介して行われ、転写活性化はMH2ドメインを介して行われる。転写活性化にはCBP/p300やSp1などの相互作用因子が関与する。
多くの文献ではEVI1とSMAD3の間の相互作用について議論がなされているが、一部の実験ではEVI1は全てのSmadタンパク質とさまざまなレベルで相互作用することが示されており、Smadが下流のエフェクターとして機能している全ての経路にEVI1が関与している可能性が示唆されている。リン酸化されたSMAD3の核への移行によってEVI1との直接的相互作用が可能となり、この相互作用はEVI1の1番目のジンクフィンガードメインとSMAD3のMH2ドメインとによって媒介される。SMAD3のMH2ドメインは転写活性化に必要な領域であり、EVI1の結合による構造的遮断によってTGF-β誘導性の抗成長遺伝子の転写が効果的に阻害され、また他の転写リプレッサーのリクルートも引き起こされる。EVI1の過剰発現や異常な発現は腫瘍抑制や成長制御に重要なチェックポイント経路を阻害することで、特徴的な発がん活性を示す。
また、EVI1の発現が細胞周期の進行に及ぼす影響として確認されていることとして、TGF-βが存在しない場合でもEVI1の高発現はRbの高リン酸化と相関していることが示されている。

#### JNKとアポトーシスの阻害
JNKは、γ線や紫外線の照射、Fasリガンド、TNF-α、IL-1など細胞外のストレスシグナルによって活性化されるMAPキナーゼである。JNKはThr183とTyr185の2残基のリン酸化によって活性化されて核へ移行し、アポトーシス応答に重要な転写因子をリン酸化して活性化する。
EVI1とJNKを共発現した実験では、EVI1の存在下ではJNKによってリン酸化された転写因子（c-Junなど）が劇的に減少することが示されている。EVI1とJNKの結合はEVI1の1番目のジンクフィンガーを介して行われる。この相互作用はJNKのリン酸化と活性化を遮断するのではなく、核内でのJNKの基質への結合を遮断する。In vitroでのアッセイでは、さまざまな刺激によるストレス誘発性細胞死がEVI1とJNKの結合によって大きく阻害されることが示されている。EVI1は、p38やERKなど他のMAPキナーゼには結合しない。

### 発がんと造血幹細胞の増殖の誘導
EVI1欠損マウス胚では多くの欠陥が観察されるが、中でも造血幹細胞（HSC）の発生と増殖の双方の欠陥が示されている。これはHSCの発生に重要な転写因子であるGATA2との直接的相互作用によるものであると考えられている。In vitroにおいて、EVI1のアップレギュレーションによってHSCやラット線維芽細胞など一部の細胞種の増殖や分化が誘導されることは多くの研究で示されている。
しかしながら、細胞周期の進行におけるEVI1の絶対的役割に関する既存のデータは決定的なものではない。EVI1の発現が増殖の停止誘導するのか、分化と増殖を誘導するのか、それとも全く影響を及ぼさないかについては、細胞種、細胞株、生育条件に依存しているようである。既存のデータはEVI1が広範な遺伝子のプロモーターと直接的に相互作用していることを示しており、発生や成長に関与する多種多様なシグナル伝達経路と関連する複雑な転写因子であることが支持される。

#### 血管新生
血管新生におけるEVI1の役割に関する文献は限られているものの、詳細に記載されているHSCに対するEVI1の作用からはEVI1発現の異常が腫瘍血管新生に間接的影響を及ぼしている可能性が示唆される。HSCはアンジオポエチンを分泌し、その受容体分子であるTIE2はヒトとマウスの双方で腫瘍血管新生への関与が示唆されている。TIE2のアップレギュレーションは低酸素条件下で生じ、またTIE2を発現している単球を腫瘍細胞とともに注入することで腫瘍血管新生が増大することがマウスで示されている。EVI1欠損変異体でTIE2とアンジオポエチン1の発現が大きくダウンレギュレーションされることは、腫瘍のプログレッションにおけるEVI1高発現の役割の手がかりとなる可能性がある。またEVI1を欠損した胚では広範囲の出血そして最低限の血管発生のみが観察されることもEVI1の血管新生における役割を示唆しており、その役割がEVI1陽性腫瘍の予後不良の原因の1つとなっている可能性がある。

### エピジェネティクス
酵母ツーハイブリッドスクリーニングや免疫沈降実験などの手法によって、EVIは転写リプレッサーCtBPと直接相互作用することが示されている。この相互作用はEVI1の544–607番のアミノ酸に依存することが示されており、この領域にはCtBP結合コンセンサスモチーフが2つ含まれている。この結合によってヒストン脱アセチル化酵素やその他多くのコリプレッサー分子がリクルートされ、クロマチンリモデリングを介して転写抑制が引き起こされる。
EVI1のSMAD3との相互作用に続いてコリプレッサーがリクルートされることで、遺伝子プロモーターからSMAD3を除去することなく転写阻害とTGF-βシグナルに対する脱感作を引き起こすことができる。エピジェネティックな修飾は転写装置がDNAにアクセスできない状態にするのに十分である。
EVI1は主に転写リプレッサーとしてはたらくことが示唆されているが、一部のデータではこのタンパク質が二重の役割を果たしている可能性が示されている。研究では、EVI1はCBPやPCAFといったコアクチベーターに結合することが示されている。これらはどちらもヒストンアセチル化活性を有し、転写活性化をもたらす。さらに、コリプレッサーもしくはコアクチベーターの存在に依存した細胞核内の構造的変化が可視化されており、EVI1はどちらとも固有の応答を引き起こすと考えられている。約90%の細胞ではEVI1は核内に拡散して存在しているが、CBPとPCAFが添加された場合には広範囲での核スペックルの形成が引き起こされる。
コリプレッサー、コアクチベーターとの相互作用は異なるドメインで行われているようであり、また細胞内でEVIは定期的に可逆的なアセチル化が引き起こされている可能性がある。こうしたさまざまなEVI1相互作用タンパク質間の連携によってさまざまな転写因子やDNAとの相互作用が安定化されており、多様な刺激に対するEVI1の応答が引き起こされていることが示唆されている。

### 染色体不安定性
マウス骨髄性白血病におけるレトロウイルスの染色体への組み込み部位として同定されて以降、MECOMやその周囲のDNAには染色体転座や染色体異常が多く同定されている。こうした異常はEVIの異常な発現をもたらしており、一般的にみられる染色体切断部位のマッピングが広範囲にわたって行われている。EVI1の活性化と過剰発現をもたらす主要な疾患の1つが3q21q26症候群と呼ばれるもので、inv(3)(q21q26)またはt(3;3)(q21;q26)を原因としている。こうした染色体異常によってハウスキーピング遺伝子であるRPN1の強力なエンハンサー領域がEVI1のコーディング配列に隣接して配置されることとなり、細胞内のEVI1濃度が劇的に増大する。
ヒトのAMLやMDSは染色体転座を伴っていることが最も一般的であり、EVI1の構成的発現によって最終的にがんが引き起こされている場合がある。こうした3q26領域の染色体異常は患者の予後が非常に悪いものとなるだけでなく、7番染色体のモノソミー、7番染色体短腕の欠失、5番染色体の部分欠失など他の核型変化を伴っているのが一般的である。AMLの発症はいくつかの遺伝的変化の逐次的発生が原因となっている可能性が高いことが示されており、EVI1またはMDS1/EVI1、AML1/MDS1/EVI1の発現単独では骨髄系分化を完全に遮断することはできない。AMLやCMLの進行時には、t(9;22)(q34;q11)によって引き起こされる融合遺伝子産物であるBCR-AblがEVI1と協働的影響を及ぼしていると考えられている。
MECOM遺伝子座の染色体異常は広く研究されている一方で、MECOM遺伝子座に細胞遺伝学的異常がみられない骨髄腫瘍試料の10–50%でもEVI1の過剰発現が検出されており、プロモーターの活性化をもたらす未解明の（おそらくエピジェネティックな）機構が存在していることが示唆される。こうしたケースの多くでは、さまざまな5'末端を有する転写産物バリアントが比較的高レベルで検出される。こうしたバリアント（EVI1_1a、EVI1_1b、EVI1_1d、EVI1_3L）やMDS1/EVI1転写産物は全て予後不良、そして初発AML症例の寛解期間の短さと関連している。

### 治療薬
骨髄性白血病やその他のがんにも有望性の高い治療薬の1つが三酸化二ヒ素（ATO）である。ある研究では、ATO治療によってAML1/MDS1/EVI1がんタンパク質が特異的に分解され、アポトーシスと分化の双方が誘導されることが示されている。ヒ素は治療薬としては非常に古いものであるが、がん治療の最前線へ戻ってきたのは近年になってからである。ATOはアポトーシスを誘導するだけでなく、細胞周期も阻害し、また顕著な抗血管新生作用を有する。

## 遺伝子治療への影響
MECOMのようにヒトゲノムへのレトロウイルスの組み込みが起こりやすい領域は、遺伝子治療開発に重要な意味を持っている。当初、非複製型ウイルスベクターがランダムな形でがん遺伝子の近傍へ組み込まれる可能性は非常に低いため、遺伝物質の送達における大きなリスクとはならないと考えられていた。しかしながら2008年までに、MECOMなどの部位がベクター挿入部位として非常に大きな割合を占めていることが明らかとなっている。

## 相互作用
EVI1は次に挙げる因子と相互作用することが示されている。
- CREBBP（英語版）[19]
- CTBP1（英語版）[19][25]
- HDAC1（英語版）[19][26]
- SMAD3[27]
- PCAF（英語版）[19]

## 関連文献
- Wieser R (Jul 2007). “The oncogene and developmental regulator EVI1: expression, biochemical properties, and biological functions”. Gene 396 (2):  346–57. doi:10.1016/j.gene.2007.04.012. PMID 17507183.
- Morishita K, Parganas E, Douglass EC, Ihle JN (Jul 1990). “Unique expression of the human Evi-1 gene in an endometrial carcinoma cell line: sequence of cDNAs and structure of alternatively spliced transcripts”. Oncogene 5 (7):  963–71. PMID 2115646.
- Mitani K, Ogawa S, Tanaka T, Miyoshi H, Kurokawa M, Mano H, Yazaki Y, Ohki M, Hirai H (Feb 1994). “Generation of the AML1-EVI-1 fusion gene in the t(3;21)(q26;q22) causes blastic crisis in chronic myelocytic leukemia”. The EMBO Journal 13 (3):  504–10. doi:10.1002/j.1460-2075.1994.tb06288.x. PMC 394839. PMID 8313895.
- Perkins AS, Kim JH (Jan 1996). “Zinc fingers 1-7 of EVI1 fail to bind to the GATA motif by itself but require the core site GACAAGATA for binding”. The Journal of Biological Chemistry 271 (2):  1104–10. doi:10.1074/jbc.271.2.1104. PMID 8557637.
- Fears S, Mathieu C, Zeleznik-Le N, Huang S, Rowley JD, Nucifora G (Feb 1996). “Intergenic splicing of MDS1 and EVI1 occurs in normal tissues as well as in myeloid leukemia and produces a new member of the PR domain family”. Proceedings of the National Academy of Sciences of the United States of America 93 (4):  1642–7. Bibcode: 1996PNAS...93.1642F. doi:10.1073/pnas.93.4.1642. PMC 39995. PMID 8643684.
- Ogawa S, Kurokawa M, Tanaka T, Mitani K, Inazawa J, Hangaishi A, Tanaka K, Matsuo Y, Minowada J, Tsubota T, Yazaki Y, Hirai H (Jul 1996). “Structurally altered Evi-1 protein generated in the 3q21q26 syndrome”. Oncogene 13 (1):  183–91. PMID 8700545.
- Kurokawa M, Mitani K, Irie K, Matsuyama T, Takahashi T, Chiba S, Yazaki Y, Matsumoto K, Hirai H (Jul 1998). “The oncoprotein Evi-1 represses TGF-beta signalling by inhibiting Smad3”. Nature 394 (6688):  92–6. Bibcode: 1998Natur.394...92K. doi:10.1038/27945. PMID 9665135.
- Turner J, Crossley M (Sep 1998). “Cloning and characterization of mCtBP2, a co-repressor that associates with basic Krüppel-like factor and other mammalian transcriptional regulators”. The EMBO Journal 17 (17):  5129–40. doi:10.1093/emboj/17.17.5129. PMC 1170841. PMID 9724649.
- Kurokawa M, Mitani K, Yamagata T, Takahashi T, Izutsu K, Ogawa S, Moriguchi T, Nishida E, Yazaki Y, Hirai H (Jun 2000). “The evi-1 oncoprotein inhibits c-Jun N-terminal kinase and prevents stress-induced cell death”. The EMBO Journal 19 (12):  2958–68. doi:10.1093/emboj/19.12.2958. PMC 203342. PMID 10856240.
- Izutsu K, Kurokawa M, Imai Y, Maki K, Mitani K, Hirai H (May 2001). “The corepressor CtBP interacts with Evi-1 to repress transforming growth factor beta signaling”. Blood 97 (9):  2815–22. doi:10.1182/blood.V97.9.2815. PMID 11313276.
- Palmer S, Brouillet JP, Kilbey A, Fulton R, Walker M, Crossley M, Bartholomew C (Jul 2001). “Evi-1 transforming and repressor activities are mediated by CtBP co-repressor proteins”. The Journal of Biological Chemistry 276 (28):  25834–40. doi:10.1074/jbc.M102343200. PMID 11328817.
- Chakraborty S, Senyuk V, Sitailo S, Chi Y, Nucifora G (Nov 2001). “Interaction of EVI1 with cAMP-responsive element-binding protein-binding protein (CBP) and p300/CBP-associated factor (P/CAF) results in reversible acetylation of EVI1 and in co-localization in nuclear speckles”. The Journal of Biological Chemistry 276 (48):  44936–43. doi:10.1074/jbc.M106733200. PMID 11568182.
- Shimizu S, Nagasawa T, Katoh O, Komatsu N, Yokota J, Morishita K (Apr 2002). “EVI1 is expressed in megakaryocyte cell lineage and enforced expression of EVI1 in UT-7/GM cells induces megakaryocyte differentiation”. Biochemical and Biophysical Research Communications 292 (3):  609–16. doi:10.1006/bbrc.2002.6693. PMID 11922610.
- Barjesteh van Waalwijk van Doorn-Khosrovani S, Erpelinck C, van Putten WL, Valk PJ, van der Poel-van de Luytgaarde S, Hack R, Slater R, Smit EM, Beverloo HB, Verhoef G, Verdonck LF, Ossenkoppele GJ, Sonneveld P, de Greef GE, Löwenberg B, Delwel R (Feb 2003). “High EVI1 expression predicts poor survival in acute myeloid leukemia: a study of 319 de novo AML patients”. Blood 101 (3):  837–45. doi:10.1182/blood-2002-05-1459. hdl:1765/8228. PMID 12393383.
- Vinatzer U, Mannhalter C, Mitterbauer M, Gruener H, Greinix H, Schmidt HH, Fonatsch C, Wieser R (Jan 2003). “Quantitative comparison of the expression of EVI1 and its presumptive antagonist, MDS1/EVI1, in patients with myeloid leukemia”. Genes, Chromosomes & Cancer 36 (1):  80–9. doi:10.1002/gcc.10144. PMID 12461752.
- Chi Y, Senyuk V, Chakraborty S, Nucifora G (Dec 2003). “EVI1 promotes cell proliferation by interacting with BRG1 and blocking the repression of BRG1 on E2F1 activity”. The Journal of Biological Chemistry 278 (50):  49806–11. doi:10.1074/jbc.M309645200. PMID 14555651.
- Alliston T, Ko TC, Cao Y, Liang YY, Feng XH, Chang C, Derynck R (Jun 2005). “Repression of bone morphogenetic protein and activin-inducible transcription by Evi-1”. The Journal of Biological Chemistry 280 (25):  24227–37. doi:10.1074/jbc.M414305200. PMID 15849193.
- Nitta E, Izutsu K, Yamaguchi Y, Imai Y, Ogawa S, Chiba S, Kurokawa M, Hirai H (Sep 2005). “Oligomerization of Evi-1 regulated by the PR domain contributes to recruitment of corepressor CtBP”. Oncogene 24 (40):  6165–73. doi:10.1038/sj.onc.1208754. PMID 15897867.
- Maki K, Yamagata T, Asai T, Yamazaki I, Oda H, Hirai H, Mitani K (Sep 2005). “Dysplastic definitive hematopoiesis in AML1/EVI1 knock-in embryos”. Blood 106 (6):  2147–55. doi:10.1182/blood-2004-11-4330. PMID 15914564.